# Luar la L
Raúl Armando del Valle Robles (Carolina, Puerto Rico; 29 de mayo de 2000), conocido por su nombre artístico Luar la L, es un cantante y compositor puertorriqueño de trap, reguetón y drill

## Biografía
Raúl Armando del Valle Robles hijo de la Miss Puerto Rico, Brenda Robles, y Raúl Montero, es nacido y criado en Carolina, Puerto Rico. Vivió la mayoría de su infancia junto a  Juan y Rogelia sus abuelos, y con ellos recibió la ceremonia tradicional bautismo católico para  reafirmar su fe cristiana. Él también estudió en Río Grande. En su adolescencia, se mudó a Washington, California, EE. UU. junto a su madre, que tenía el sentido de juntar dinero y enfocarse en la música; sin embargo, su proyecto no funciono y volvió a Puerto Rico.

## Carrera musical

### Inicios
Luar La L empezó a participar en batallas de freestyle rap improvisado junto a Eduardo Cebador, un gran freestyler de España, en las que se destacaba. A través de sus redes sociales dio a conocer sus temas, ganando seguidores. Cuando comenzó se centró en el rap, sin embargo posteriormente se abrió al reguetón y trap. Su inicio profesional comenzó en los años 2018 y 2019 con sencillos como «Guayoteo», «Comerte», «El Bote», entre otros.

### 2020:L3TRA
A principios del año 2020, ya formando parte del grupo de productores Los G4, Luar colaboró en varias sencillos con diferentes artistas, como Jamby el Favo en «Me La Quieren Dejar Pegá»; luego, fue descubierto por Elías, fundador de White Lion Records, y este firmó a Luar para su disquera. Su primer sencillo lanzado en el nuevo disquera se tituló «Algo Diferente» junto a Izaak.
El 18 de diciembre de ese mismo año, lanzó su primer EP, L3tra, el cual contó con 8 canciones como «Side Bitch», «Caile», «Figura Pública», entre otros. Este extended play llevó al reconocimiento nacional del artista y posteriormente internacional.

### 2021: «100 millones» ySubiendo de precio
A comienzos del año 2021 asociado con "Los G4" lanzó su primer sencillo del año titulado «Giuseppe» en colaboración con el productor Sinfónico, posterior a esto lanzó «De Respuesta» junto a Jon Z. Ya con un gran reconocimiento nacional colaboro con Bad Bunny en el sencillo «100 Millones», este sencillo impulsó aún más su carrera. Posteriormente Alex Gárgolas lo incluyó en su sencillo «Las Gárgolas» junto a Darell, Arcángel, entre otros. A principios de octubre del mismo año también colaboró en el álbum Farruko en la canción «Guerrero». A principios de noviembre colaboró con Nio García en el sencillo «Parao».En ese mismo mes el rapero Arcángel habló de Luar en una entrevista y este le contesto en otra entrevista y posteriormente sacó una "tiraera" titulada «Este año no hay navidad».
El 19 de noviembre del mismo año lanzó su segundo EP titulado Subiendo de Precio junto a Rokero, el cual contó con 6 sencillos y colaboraciones con artistas como Ñengo Flow. Unos días después colaboró en el álbum SauceBoyz II de Eladio Carrión con el sencillo «Socio».

### 2022-presente:L3tra 2
En enero del año 2022 también colaboró con Brytiago y Ankhal en el sencillo «Sicaria».En mayo de ese año lanzó L3TRA Platinum Reloaded, que constó de ocho remixes de los éxitos musicales en el primer álbum que lanzó, en este colaboró con artistas como De la Ghetto, Tito el Bambino, Eladio Carrión, Jon Z, Jowell, Brytiago, Darell, entre otros.
El 18 de diciembre de 2022 lanzó su segundo álbum de estudio titulado L3TRA 2, el cual fue una secuela del primero, y contó con 12 sencillos en solitario.
En agosto de 2023, dio un concierto en condición de sold-out en el Coca-Cola Music Hall, donde tocó 39 canciones y tuvo de invitados a artistas como Eladio Carrión, Yovngchimi, Jay Wheeler, De la Ghetto, entre otros.Sin embargo, uno de los momentos más emotivos del concierto fue la participación de Onell Diaz, interpretando su tema en colaboración: «Confesión». Al finalizar, Onell tomó un momento para llevarle una palabra de parte de Dios, cerrando su parte con una oración, resaltando la importancia de la fe en medio de las circunstancias. Este gesto añadió un toque espiritual a una noche de pura energía, mostrando una faceta más introspectiva del evento.El 13 de octubre se lanzó su colaboración junto con Bad Bunny en su quinto álbum de estudio, Nadie sabe lo que va a pasar mañana, en el que participa en la pista número diez «Teléfono nuevo». como también Luar la L tuvo una tiraera con Tempo (rapero) nombrada La Purga producida por Custom el cual estuvo en el número 1 en Puerto Rico en YouTube la Tiraera hizo enojar al raperoTempo (rapero) por el comentario obsceno de Luar a las hijas del "Acuérdate que tus dos hojas tienen fantasías conmigo"

## Vida personal
En junio del año 2021, fue arrestado por que lo involucraron en un asesinato, de un amigo en la zona de Carolina, sin embargo no se le encontró una causa que determine una sentencia y fue liberado en la mañana siguiente.
En mayo del año 2023, fue detenido en San Juan por posesión de drogas y armas ilegales.

## Discografía
Desde que comenzó su carrera en 2018, Luar La L lanzó dos (2) álbumes de estudio y dos (2) EPs.

### Álbum de estudio
- 2020: L3tra
- 2022: L3tra 2

### EP
- 2021: Subiendo de precio (con Rokero)
- 2022: L3tra Platinum Reloaded